# 597-й ночной бомбардировочный авиационный полк
597-й ночной ближнебомбардировочный авиационный Черновицкий орденов Кутузова и Александра Невского полк, он же 597-й отдельный армейский смешанный авиационный полк — авиационная воинская часть бомбардировочной авиации ВВС РККА в Великой Отечественной войне.

## Боевой путь полка
597-й легкобомбардировочный авиационный полк начал своё формирование в августе 1941 года на аэродроме Большое Данилово в Пензенской области. Материальную часть (самолёты У-2) полк получил в Казани. В феврале 1942 года полк прибыл в Москву на Тушинский аэродром. Отсюда в течение полк месяца выполнял различные задания на перевозку людей и грузов.
В марте 1942 года в состав полка была включена 7-я эскадрилья особой группы ГВФ.

### Боевые действия полка на Северо-Западном фронте
В марте-июне 1942 года полк в составе ВВС 34-й армии произвёл 2020 ночных боевых вылетов на бомбардировку оборонительных позиций противника в районах Домаши, Хилково, Кириловщина, Белый Бор, Рамушево, Омычкино, Васильевщина, опорных пунктов в районах Лычково, Ведерка, Кневицы, Вотолино, Головково, ближних и войсковых тылов в населённых пунктах Мирохны, Лужно, Горшковицы, Михалкино, Большие Горбы, Ожедово, Борисово и аэродромов Сольцы, Демянск, Глебовщина. В этот период полком произведено 38 дневных полётов на разведку в район расположения 16-й армии противника, 36 вылетов на сбрасывание продуктов питания для 1-й ударной армии, 84 вылета на специальные задания для оказания помощи и установления связи с войсками, действовавшими в окружении, на вывоз наненных и выброску парашютистов.
В ночь на 30 марта группа бомбардировщиков полка (ведущий — зам. командира эскадрильи ст. лейтенант А. Д. Куропятников) нанесла бомбовый удар по аэродрому Глебовщина и уничтожила около десяти и повредила семь самолётов Ю-52. При выполнении задания отличились штурман эскадрильи лейтенант В. Дм. Фирсов, начальник связи полка ст. лейтенант Н. А. Соколов, начальник связи эскадрильи мл. лейтенант А. Ив. Медведев, командир звена ст. лейтенант В. Н. Русанов, командир звена лейтенант Н. Д. Ревенко, штурман звена мл. лейтенант Н. К. Будай, лётчики мл. лейтенант М. Б. Байгизитов, мл. лейтенант В. М. Желтиков, мл. лейтенант В. А. Минеев, мл. лейтенант Н. В. Шихов, мл. лейтенант В. И. Попов, старшина В. Ив. Калядин и ст. сержант П. Е. Мирошников, стрелки-бомбардиры лейтенант М. А. Боровков, лейтенант М. Дм. Львов, мл. лейтенант Г. Д. Компанеец, мл. лейтенант К. Ив. Терентьев и сержант Г. Ив. Матис.
30 марта 1942 года при налёте вражеской авиации на аэродром в деревне Лутовенка Валдайского района уничтожен штаб полка, тяжело ранен командир полка капитан А. П. Петров, получили смертельные ранения комиссар полка ст. батальонный комиссар Ив. Г. Кузнецов, лётчик ст. сержант Ив. П. Дьяченко и стрелок-бомбардир Н. С. Дубровский.
16 апреля 1942 года, во время разведывательного вылета, в районе насёленного пункта Ковры, зенитной артиллерией противника сбит самолёт командира звена мл. лейтенанта П. Я. Топчий. Лётчик попал в плен.
18 апреля 1942 года из боевого вылета в район населённого пункта не вернулся экипаж лётчика мл. лейтенанта Дм. С. Терещенко и стрелка-бомбардира мл. лейтенанта А. Ив. Булавина.
22 апреля 1942 года из разведывательного вылета в район Иломля — Пески не вернулся экипаж лётчика мл. лейтенанта В. А. Трынкина и стрелка-бомбардира сержанта Н. Т. Минаева.
В ночь на 26 апреля 1942 года экипаж лётчика ст. сержанта А. Н. Бокурова и стрелка-бомбардира сержанта Г. Ив. Матис подавил артиллерийскую батарею севернее деревни Рамушево. В тот же день из боевого вылета в район населённого пункта Нижнее Рамушево не вернулся экипаж лётчика ст. сержанта А. Е. Бокурова и стрелка-бомбардира ст. сержанта Н. А. Гнуть.
В ночь на 29 апреля 1942 года группа бомбардировщиков полка нанесла бомбовый удар по автотранспорту противника на шоссейной дороге Новое Рамушево — Омычкино уничтожив 16 автомашин с живой силой и боеприпасами.
В ночь на 1 мая группа бомбардировщиков полка (ведущий — зам. командира эскадрильи ст. лейтенант А. Д. Куропятников) нанесла бомбовый удар по аэродрому Сольцы и несмотря на сильный огонь зенитной артиллерии уничтожила около десяти Me-109. При выполнении задания отличились начальник связи полка ст. лейтенант Н. А. Соколов, начальник связи эскадрильи мл. лейтенант А. Ив. Медведев, командир звена мл. лейтенант М. Б. Байгизитов, лётчики мл. лейтенант В. М. Желтиков, мл. лейтенант Н. В. Шихов, мл. лейтенант В. А. Минеев и старшина В. Ив. Калядин, стрелки-бомбардиры мл. лейтенант К. Ив. Терентьев и сержант П. Ив. Купленик.
В ночь на 2 мая 1942 года при нанесении группового бомбового удара по скоплению войск в районе населённых пунктов Новое Рамушево и Новая Деревня огнём зенитной артиллерии противника был подбит самолёт лётчика мл. лейтенанта М. Б. Байгизитова и стрелка-бомбардира сержанта Г. Ив. Матис. В результате полученной контузии лётчик потерял управление самолётом, тогда стрелок-бомбардир Г. Ив. Матис перехватил управление и сумел довести самолёт до территории занятой советскими войсками. При выключении мотора самолёт вошёл в штопор и упал в болото, а лётчики получили ранения. За образцовое выполнение боевых заданий стрелок-бомбардир Г. Ив. Матис награждён орденом Красной Звезды.
27 мая 1942 года на разведку войск окружённой 16-й армии вермахта в пунктах Калиты, Лычково, Иломля, Шумилов Бор вылетел экипаж мл. лейтенанта В. И. Попова со стрелком-бомбардиром мл. лейтенантом Г. Д. Компанейцем. После выполнения задания на обратном пути самолёт был атакован истребителями противника. Лётчик манёвром ушёл из-под удара и скрылся в облаках. После выхода из облаков самолёт подвергся повторной атаке. Прямым попаданием была отбита левая плоскость. Самолёт упал на лес в болотистой местности в районе Соснино. Лётчик В. И. Попов повредил позвоночник, правую ногу, обе руки и голову. Стрелок-бомбардир Г. Д. Компанеец получил сильные ушибы. Придя в сознание, лётчики приняли меры по установлению места падения самолёта, его охраны и доставили разведданные в часть. Оба направлены в госпиталь. За выполнение специального задания штаба ВВС 34-й армии мл. лейтенант В. И. Попов награждён орденом Красного Знамени.
В ночь на 2 июня 1942 года группа бомбардировщиков полка взорвала большой склад с боеприпасами. При выполнении задания отличились штурман звена мл. лейтенант Ив. Д. Малыгин, стрелки-бомбардиры сержанты П. Ив. Купленик и Ив. С. Провизион.
14 июня 1942 года 597-й легкобомбардировочный авиационный полк преобразован в 597-й отдельный армейский смешанный авиационный полк.
В июле-сентябре 1942 года полк в составе 6-й воздушной армии выполнял бомбардировку войск, укреплений и складов, миномётных и артиллерийских батарей противника в районе населённых пунктов Белый Бор, Девятовщина, Залужье, Ерушково, Иловка, Калита, Кневицы, Лычково, Новое Рамушево, Осинушка, Ореховно, Полново-Селигер, Рамушево, Черенчицы, Ямник, оказывал воздушную поддержку частям 245-й, 241-й и 145-й стрелковых дивизий 34-й армии.
В ночь 7 июля 1942 года при бомбардировке живой силы и техники противника в лесу западнее населённого пункта Красея истребителями противника сбит самолёт лётчика мл. лейтенанта В. М. Желтикова и стрелка-бомбардира сержанта Г. Ив. Матиса. Огнём истребителей противника были также подбит самолёт сержанта М. С. Утробина, смертельно ранен стрелок-бомбардир сержант П. Ив. Купленик. Погибли также штурман звена мл. лейтенант К. Ив. Терентьев, тяжело ранен штурман звена мл. лейтенант Ив. Д. Малыгин. Посмертно мл. лейтенант В. М. Желтиков, сержанты П. Ив. Купленик и Ив. С. Провизион награждены орденами Отечественной войны I степени.
21 августа 1942 года из боевого задания в районе Ямник — Белый Бор не вернулись экипажи командира звена лейтенанта Н. В. Шихова и штурмана звена ст. лейтенанта С. В. Осокина, лётчика сержанта П. Т. Кравцова и стрелка-бомбардира сержанта П. Дм. Стеблевского.
В ночь на 14 сентября 1942 года при выполнении боевого задания в авиационной катастрофе погиб экипаж лётчика ст. сержанта К. П. Колесникова и штурмана эскадрильи ст. лейтенанта В. Дм. Фирсова.
В декабре 1942 года экипаж лётчика 2-й эскадрильи сержанта Ив. В. Менделя и стрелка-бомбардира ст. сержанта М. Г. Шахмалова сбросил около 200 тыс. листовок окружённым частям 16-й немецкой армии. За выполнение специального задания командования 34-й армии лётчики награждены медалями «За отвагу».
В январе 1943 года полк выполнял бомбардировку автотранспорта противника на дорогах Костьково — Новый Брод и Шумилов Брод — Костьково, живой силы и техники противника в районе населённых пунктов Костьково, Кривая Часовня, Старый Брод и Висючий Бор, железнодорожных эшелонов и строений на станции Лычково.
В феврале-марте 1943 года полк оказывал воздушную поддержку наземным частям 34-й армии во время проведения Демянской и Старорусской наступательных операций, выполнял разведку войск противника, бомбардировку автотранспорта противника на дороге Костьково-Ямник, строений и складов с боеприпасами в городе Старая Русса, в населённых пунктах Большое Учно, Бологижа, Лычково, Мамаевщина.
К апрелю 1943 года полк выполнил около 7,5 тыс. боевых вылетов. При выполнении боевых заданий наиболее отличились командир эскадрильи капитан А. Д. Куропятников, командир эскадрильи ст. лейтенант В. А. Минеев, штурман эскадрильи ст. лейтенант Боровков, штурман эскадрильи ст. лейтенант Н. К. Будай, зам. командира эскадрильи мл. лейтенант П. Еф. Мирошников, командир звена мл. лейтенант Ев. Ив. Павлов, штурман звена лейтенант М. Ф. Сапожник, штурман звена мл. лейтенант А. Ив. Доценко, штурман звена мл. лейтенант М. Ф. Моисеенко, штурман звена мл. лейтенант А. В. Мороз, лётчики лейтенант В. Г. Королёв, сержант В. П. Волков, сержант В. В. Добринский, сержант Ив. В. Мендель, сержант Ев. Ив. Устинов, сержант А. Ив. Ушков, сержант М. Р. Чернухин, стрелки-бомбардиры старшина А. Ив. Шевченко, ст. сержант Ю. М. Сервиловский, ст. сержант М. Г. Шамхалов, сержант Ив. Ф. Лапин, сержант А. Н. Ларионов, сержант Ю. К. Суслин.
В апреле 1943 года 597-й отдельный армейский смешанный авиационный полк выведен в тыл и переформирован в 597-й ночной ближнебомбардировочный авиационный полк.

### Боевые действия полка на 1-м Украинском фронте
В январе-феврале 1944 года полк в составе 326-й ночной бомбардировочной авиационной дивизии участвовал в Корсунь-Шевченковской операции и выполнял разведку и бомбардировку живой силы и техники противника в населённом пункте Яблонув, на железнодорожной станции Корсунь-Шевченковский.
В ночь на 9 февраля 1944 года при выполнении боевого задания погиб штурман мл. лейтенант А. А. Колустьян.
16 февраля 1944 года при доставке горючего и боеприпасов на станцию Буда истребителями противника был сбит У-2 мл. лейтенанта М. Ив. Губина. В тот же день при выполнении боевого задания огнём истребителей смертельно ранен командир звена мл. лейтенант Ив. В. Мендель и легко ранен в ногу штурман мл. лейтенант А. М. Коваленко.
21 февраля 1944 года при выполнении боевого задания погиб лётчик лейтенант В. Г. Королёв.
В марте-апреле 1944 года полк участвовал в Проскуровско-Черновицкой операции. Лётчики полка бомбардировали скопление войск и техники противника в населённых пунктах Гусятино, Монастыриска, Плотыча, Цыганы, Тернополь, Скалат, Черновицы, железнодорожные эшелоны на станциях Красне и Корсунь-Шевченковский, автотранспорт на дороге Чертков — Ягельница, выполняли транспортировку грузов на передний край. При выполнении боевых заданий наиболее отличились командир звена мл. лейтенант Г. Ив. Мануев, командир звена мл. лейтенант В. М. Рыбин, лётчики мл. лейтенант М. Ив. Губин, мл. лейтенант В. Ив. Зайцев, мл. лейтенант Г. С. Орлов, мл. лейтенант Б. П. Судаков, штурман мл. лейтенант А. М. Дьяченко.
22 марта 1944 года в селе Устье в перестрелке c бандеровцами был убит штурман мл. лейтенант А. М. Медведев.
Приказом народного комиссара обороны СССР № 082 от 8 апреля 1944 года на основании Приказа Верховного Главнокомандующего № 98 от 30 марта 1944 года 597-му ночному ближнебомбардировочному авиационному полку присвоено почётное наименование «Черновицкий».
В июле-августе 1944 года в составе 208-й ночной бомбардировочной авиационной дивизии оказывал воздушную поддержку наземным частям 1-го Украинского фронта во время проведения Львовско-Сандомирской операции. Лётчики полка выполняли бомбардировку живой силы и техники противника в городе Тарнув, эшелоны противника на станциях Ясла, Золочев и Рогатин.
С 9 сентября по 1 октября 1944 года полк выполнил 260 ночных вылетов на доставку боеприпасов и продовольствия окружённому 1-му гвардейскому кавалерийскому корпусу. 10 сентября 1944 года при возвращении с боевого задания при посадке на аэродром подскока Маркушув, закрытый туманом, врезался в землю самолёт мл. лейтенанта С. П. Волкова.
В сентябре-октябре 1944 года полк оказывал воздушную поддержку наземным частям 1-го Украинского фронта во время проведения Восточно-Карпатской операции. Лётчики полка выполняли бомбардировку живой силы и техники противника в городе Ожарув, бомбардировку переправы в районе города Змигруд-Новы.
В декабре 1944 года полк наносил бомбовые удары по скоплению железнодорожных эшелонов, живой силы и техники противника на станции Скаржиско-Каменна и в городе Тарнув.
В январе 1945 года полк оказывал поддержку наземным войскам во время проведения Висло-Одерской операции, выполнял бомбардировку войск противника в городах Бодзентын, Гинсбург, Гиндербург и Кельце, наносил бомбовые удары по скоплению железнодорожных эшелонов, живой силы и техники противника на станциях Скаржиско-Каменна и Тарнув. При выполнении боевых заданий отличились командир 2-й эскадрильи капитана П. К. Савичев, штурман звена мл. лейтенант Н. Г. Гришаев, лётчики ст. лейтенант Ив. С. Душка, мл. лейтенант А. Н. Ларионов и мл. лейтенант Б. П. Судаков, штурман мл. лейтенант В. С. Гралевский, штурман мл. лейтенант Ив. Ф. Лапин.
В феврале-марте 1945 года полк выполнял бомбардировку окружённой группировки немецких войск в городе Бреслау, живой силы и техники в населённых пунктах Гайдерсдорф, Нейссе, Розенталь и Хартлеб и в районах северо-западнее и западнее города Оппельн. В ночь на 1 марта 1943 марта экипажем командира звена лейтенанта А. П. Филипчик и штурмана звена лейтенанта М. Ив. Клименко сбит бомбардировщик Ю-52. Лётчики награждены орденами Красного Знамени.
При выполнении боевых заданий также отличились помощник командира полка ст. лейтенант В. Г. Исаченко, штурман полка капитан М. А. Боровков, командир 1-й эскадрильи майор П. Л. Дюпин, командир 3-й эскадрильи капитан К. В. Рыжаков, зам. командира эскадрильи лейтенант М. Р. Чернухин, командир звена лейтенант Ив. В. Орлов, командир звена мл. лейтенант М. Ив. Губин, командир звена мл. лейтенант В. В. Ермилов, штурман звена лейтенант А. Г. Новиков, штурман звена лейтенант А. В. Мороз, штурман звена мл. лейтенант Ив. Ф. Лапин, штурман звена В. Г. Федичкин, штурман звена лейтенант М. Г. Шамхалов, лётчики лейтенант Ив. П. Скочеляс, мл. лейтенант А. Н. Ларионов, мл. лейтенант Н. В. Личкатов, мл. лейтенант Б. П. Судаков, мл. лейтенант В. Г. Половинчак, мл. лейтенант М. С. Полухин, мл. техник-лейтенант А. М. Орлов, ст. сержант Н. Ан. Мокрушев, штурман мл. лейтенант В. С. Гралевский, штурман лейтенант Ив. З. Гусак, штурман мл. лейтенант П. А. Тогоев, штурман мл. лейтенант Г. Е. Бойко, штурман мл. лейтенант А. В. Приймак.
За отличное выполнение заданий личному составу полка объявлена благодарность командующего 2-й воздушной армии, а полк награждён орденом Александра Невского.
7 апреля 1945 года из боевого задания не вернулся экипаж лётчика ст. сержанта Н. А. Мокрушева и штурмана мл. лейтенанта В. С. Емельянова.
Во время Берлинской операции полк выполнял бомбардировку окружённой группировки противника юго-восточнее Берлина и укреплений противника в городах Баутцен, Котбус и Райхенбах. При выполнении боевых заданий отличился лётчик мл. лейтенант А. Ф. Спиридонов.
Боевой путь полк закончил при освобождении Праги. За отличие полк награждён орденом Кутузова III степени.
После окончания войны в июне 1946 года в связи с сокращением Вооружённых Сил полк в составе 208-й ночной бомбардировочной авиационной дивизии был расформирован.

## Благодарности Верховного Главнокомандующего
Воинам полка в составе 326-й ночной бомбардировочной авиационной дивизии объявлены благодарности Верховного Главнокомандующего:
- За отличие при форсировании реки Прут и освобождение города Черновцы[34].
- За отличие при освобождении города Тарнополь — крупного железнодорожного узла и сильного опорного пункта обороны немцев на львовском направлении[35].

Воинам полка в составе 208-й ночной бомбардировочной авиационной дивизии объявлены благодарности Верховного Главнокомандующего:
- За отличие в боях за овладение городами Нейссе и Леобшютц[36].
- За отличие в боях при овладении городом и крепостью Бреславль (Бреслау)[37].

## Командир полка
- капитан Петров Александр Петрович (до 30.3.1942)
- майор, подполковник Луговой Валентин Иванович (с апреля 1942 г.)
- майор Пинигин Владимир Васильевич (с июля 1944 г.)

## Управление полка
• Заместитель командира полка:
- капитан Беклемышев Илья Николаевич
- капитан Перлухин Пётр Иванович

• Комиссар полка, заместитель командира полка по политической части:
- старший батальонный комиссар Кузнецов Иван Георгиевич (умер от ран 7.4.1942)
- батальонный комиссар, майор Доровских Фёдор Иванович
- майор Алексеенко Павел Петрович
  - Парторг полка:
    -  капитан Арсюков Иван Тихонович (с мая 1944 г.)

  - Комсорг полка
    -  лейтенант Плотников Василий Георгиевич

• Штурман полка:
- капитан, майор Поздняков Тимофей Алексеевич
- капитан Боровков Михаил Антонович (с сентября 1944 г.)

• Помощник командира полка по воздушно-стрелковой службе:
- старший лейтенант Исаченко Василий Григорьевич

• Начальник химической службы полка:
- военинженер 3-го ранга Готлибоим Израил Самойлович (март — июнь 1942 г.)
- лейтенант Гриценко Иван Антонович (с сентября 1944 г.)

## Штаб полка
• Начальник штаба полка:
- подполковник Жуков Григорий Антонович
- капитан Соколов Николай Александрович
- капитан, майор Пророков Алексей Иванович
- майор Иванов
  - Заместитель начальника штаба полка по оперативно-разведовательной части:
    -  капитан Аксёнов Александр Фёдорович (март — июнь 1942 г.)
    -  капитан Таран Иван Устинович (май 1944 г. — апрель 1945 г.)

  - Начальник связи полка — помощник начальника штаба:
    -  старший лейтенант Соколов Николай Александрович

  - Начальник отделения строевого и кадров:
    -  старший лейтенант интендантской службы Лобачёв Павел Алексеевич
    -  гвардии старший лейтенант Назин Александр Семёнович (с августа 1944 г.)

## Инженерная служба полка
• Старший инженер полка — заместитель командира полка по эксплуатации:
- военинженер 3-го ранга Силютин Семён Тимофеевич
- инженер-капитан, майор авиационно-технической службы Оспищев Иван Петрович (с июля 1942 г.)
  - Заместитель старшего инженера полка по электро-спецоборудованию:
    -  младший воентехник, техник-лейтенант, ст. техник-лейтенант Землянко Тимофей Агеевич

  - Заместитель старшего инженера по вооружению:
    -  старший техник-лейтенант Шибин Анатолий Александрович
    -  воентехник 1-го ранга, инженер-капитан Башкатов Василий Данилович

## Наиболее отличившиеся лётчики и штурманы полка
| Награда | Ф.И.О.                         | Должность           | Звание    | Примечания                                         |
| ------- | ------------------------------ | ------------------- | --------- | -------------------------------------------------- |
|         | Дюпин Павел Леонтьевич         | Командир эскадрильи | Майор     | 420 боевых вылетов в составе 646 НББАП и 597 НББАП |
|         | Куропятников Алексей Данилович | Командир эскадрильи | Майор     | Более 270 боевых вылетов                           |
|         | Новиков Александр Григорьевич  | Штурман звена       | Лейтенант | 540 боевых вылетов                                 |